# Stereomikroskop

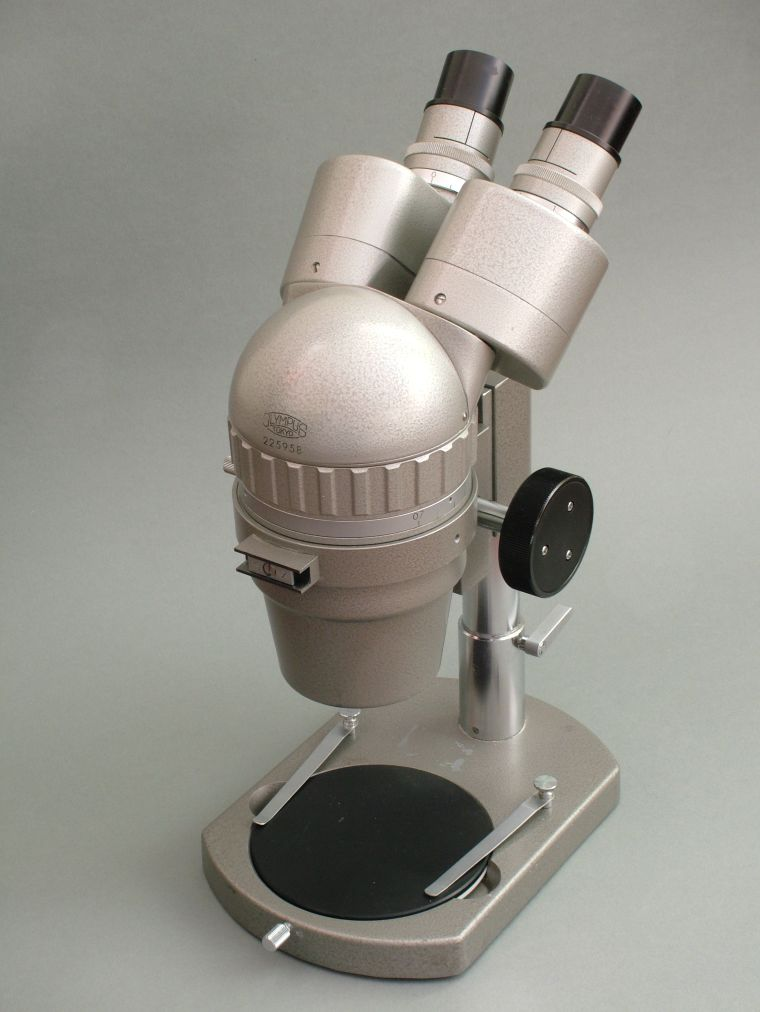
Klassisches Stereomikroskop von Olympus

Ein Stereomikroskop ist ein spezielles Lichtmikroskop, bei dem für beide Augen ein getrennter Strahlengang bereitgestellt wird. Beide Augen sehen das Präparat daher aus einem etwas unterschiedlichen Winkel, so dass ein „Stereo-Effekt“, also ein räumlicher Bildeindruck, eintritt.
Stereomikroskope arbeiten üblicherweise mit Vergrößerungen unterhalb 100:1, weil aufgrund der bei hohen Vergrößerungen rasch abnehmenden Schärfentiefe nur bei diesen vergleichsweise geringen Vergrößerungen ein räumliches Bild sinnvoll ist.

## Abgrenzungen
Im Laborjargon wird das Stereomikroskop oft fälschlich als Binokular bezeichnet, manchmal auch Stereolupe. Im Unterschied zu einer Lupe besitzt ein Stereomikroskop jedoch eine zweistufige Vergrößerung durch Objektiv und Okular.
Nicht zu verwechseln ist das Stereomikroskop mit dem binokularen Mikroskop, also einem gewöhnlichen Lichtmikroskop mit zwei Okulareinblicken. Hier wird ein einziges Bild des Präparates durch einen Strahlenteiler vor dem Okular zur bequemeren Beobachtung für beide Augen verfügbar gemacht. Zusätzliche Bildinformationen (3D-Eindruck) werden somit nicht erreicht, sondern lediglich ein ermüdungsärmeres Arbeiten ermöglicht.

## Einsatzgebiete

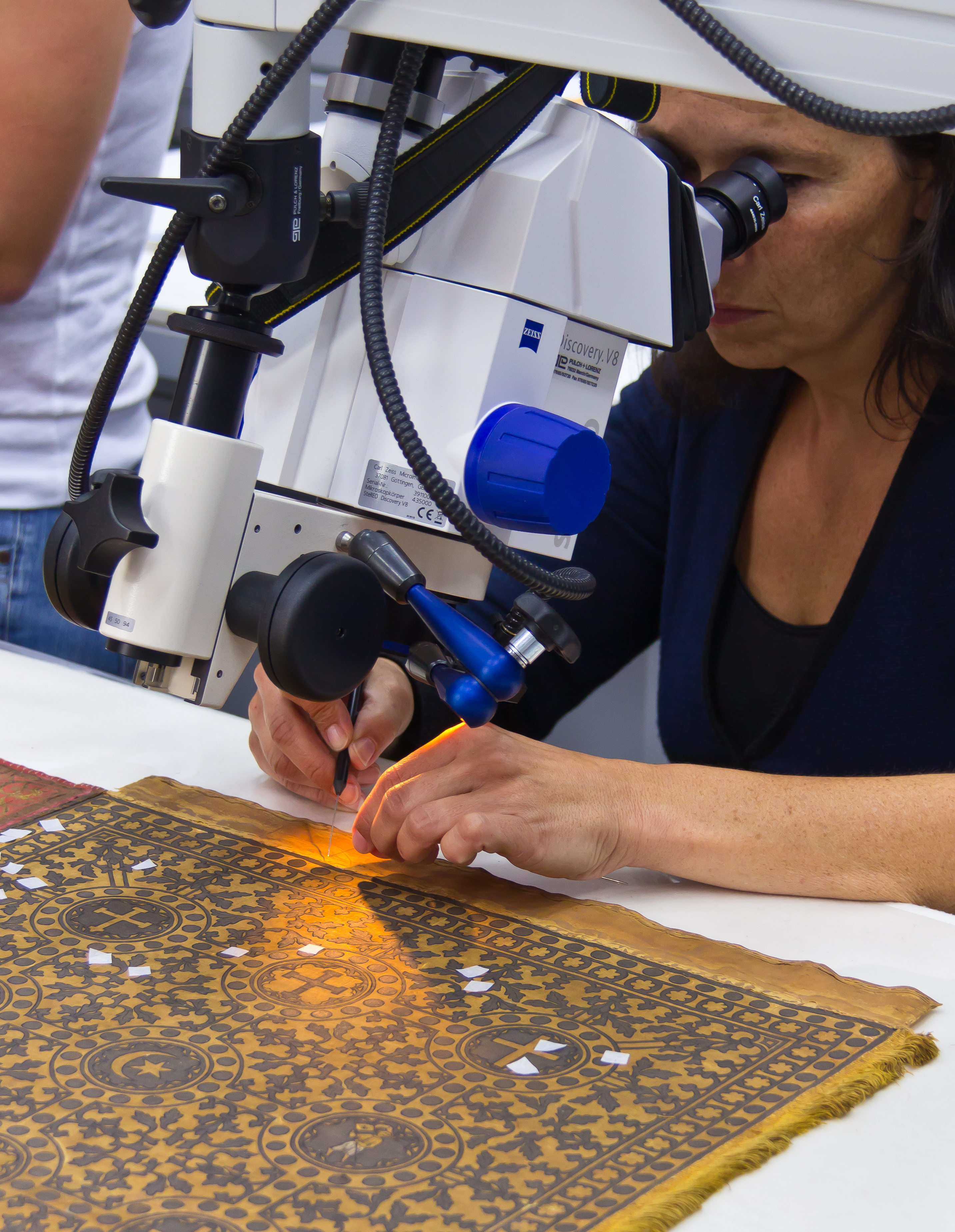
Stereomikroskop im Einsatz zur Restaurierung des Dreikronenbanners aus Seide: Bei dem Kölner Stadtbanner aus dem 15. Jahrhundert werden gelockerte Textilfasern gefestigt und der Farbauftrag konserviert.

Stereomikroskope werden in vielen Bereichen von Lehre, Forschung und Technik angewandt, aber auch für Freizeitbeschäftigungen:
In der Biologie, Medizin und der Zahntechnik findet es viele Einsatzgebiete. So wird es für präparative Arbeiten verwendet und kann u. a. auch an Ultramikrotomen eingesetzt werden. Der Nobelpreis in Biologie für die entwicklungsphysiologischen Arbeiten von Hans Spemann wurde erst durch das Stereomikroskop ermöglicht. In der Medizin wird das Stereomikroskop in leicht abgewandelter Form als Kolposkop, in der Gynäkologie, und als Spaltlampenmikroskop in der Augenheilkunde eingesetzt. Die typischen Operationsmikroskope der Chirurgie sind etwas stärker durch eine meist vorhandene Zweitbeobachtereinrichtung und einen größeren freien Arbeitsabstand auf Kosten des nunmehr schwächer ausgeprägten Stereoeffektes abgewandelt.
Einsatzgebiete sind auch Geologie, Paläontologie, Mineralogie, sowie Materialuntersuchungen wie auch Fertigung verschiedenster Art. In der Geologie werden wegen des großen überschaubaren Objektfeldes gerne Stereomikroskope statt herkömmlichen Mikroskopen zur Untersuchung von großflächigen Gesteinsdünnschliffen eingesetzt. Für Fertigung und Qualitätskontrolle der feinmechanischen und elektronischen Industrie finden Stereomikroskope Verwendung, wo diese auch an Maschinen angebracht werden um Fertigungsprozesse zu überwachen. Wichtig ist es auch in der Kriminalistik für die Spurensicherung, wie auch für Restaurierungsarbeiten in Archäologie und Kunst.

## Technik

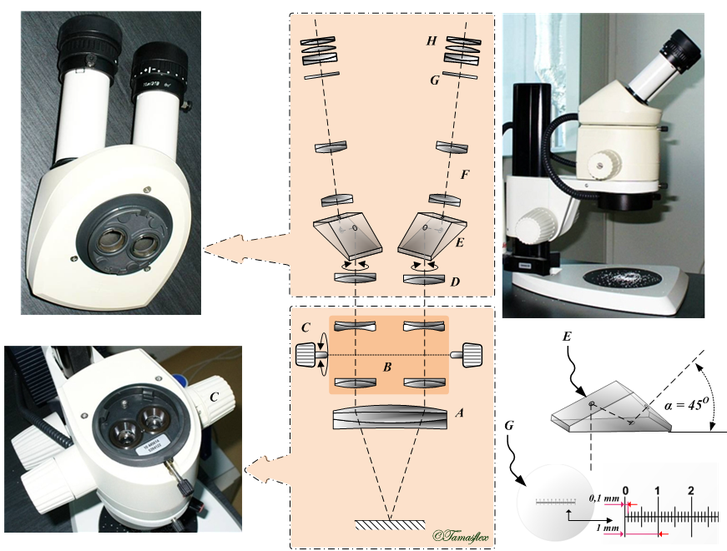
Strahlengang im Stereomikroskop

Im Gegensatz zu einem binokularen Mikroskop existieren bei einem Stereomikroskop zwei vollständig getrennte Strahlengänge, durch die das Objekt aus zwei um 11° bis 16° zueinander stehende Richtungen betrachtet wird. Dadurch wird ein räumlicher Eindruck ermöglicht. Dieser Stereowinkel entspricht dem Konvergenzwinkel beider Augen bei Nahakkommodation (in der „deutlichen Sehweite“ bei 25 cm). Manchmal ist eine Doppelirisblende in dem Tubusstrahlengang eingeschaltet oder kann bei den Geräten des Fernrohrtypes mit einem eigenen Zwischentubus zusätzlich in den Unendlichstrahlengang eingesetzt werden. Sie dient der Erhöhung der Tiefenschärfe (= axiales Auflösungsvermögen), insbesondere bei der Mikrofotografie, das Abblenden geht aber auf Kosten des (lateralen) Auflösungsvermögens. Werden die Fotos jedoch – wie heutzutage oft praktiziert – durch ein entsprechendes Bildverarbeitungsprogramm gestackt, dann ist die Doppelirisblende überflüssig.
Bei den Stereomikroskopen werden zwei Konstruktionsprinzipien angewandt.

### Greenough-Typ
Das Greenough-Mikroskop wurde erstmals auf Anregung des amerikanischen Zoologen Horatio S. Greenough im Jahr 1892 durch Carl Zeiss in Jena gefertigt. Bei diesem Typ sind beide Strahlengänge konstruktiv vollständig voneinander getrennt. Der Stereowinkel wird durch zwei in einer gemeinsamen Fassung befindliche Objektive erzeugt, deren optische Achsen um etwa 14° gegeneinander geneigt sind. Die Vorzüge dieses Gerätetyps sind ein niedrigerer Preis und eine bessere Abbildungsqualität. Der Nachteil ist die schwierigere Anbringung von Zusatzeinrichtungen für Koaxialbeleuchtung, Mikrofotografie und Zeichentuben. Mikroskopisches Zeichnen ist mit Hilfe eines Zeichenokulares möglich.

### Abbe-Typ
Der Fernrohrtyp, der auf Ernst Abbe zurückgeht, wurde erstmals beim Stereomikroskop SM XX „Citoplast“ von Carl Zeiss Jena verwirklicht, welches 1936 in Jena entwickelt wurde, aber erst 1946 nach dem Wiederaufbau des Werkes nach dem Krieg in die Serienproduktion gehen konnte. Charakteristisch ist ein gemeinsames Hauptobjektiv von großem Durchmesser für beide Strahlengänge. Der Stereowinkel wird dadurch erzeugt, dass mittels Blenden hinter dem Hauptobjektiv nur die Randstrahlen, die das Objektiv im Winkel von 11° durchsetzen, zur Bildentstehung benutzt werden. Das Zwischenbild befindet sich in unendlicher Entfernung. Deshalb ist eine zusätzliche Tubuslinse vor dem Okular vonnöten. Die Vorteile dieses Konstruktionsprinzips sind:
1. ein von der Vergrößerung unabhängiger konstanter Arbeitsabstand
2. leichte Anbringung von Zusatzeinrichtungen für Koaxialbeleuchtung, Zeichnen und Mikrofotografie
3. bequemer Vergrößerungswechsel durch ein in einer Walze im Unendlich-Strahlengang angebrachtes Fernrohrsystem

Es handelt sich um ein galilei- oder holländisches Fernrohr aus einer Sammel- und einer Zerstreuungslinse. Inzwischen haben sowohl bei den Greenough- als auch bei diesen Stereomikroskopen pankratische Zoom-Systeme eine weite Verbreitung gefunden.
Die Nachteile des Fernrohrprinzips sind:
1. eine geringfügig schlechtere Abbildungsqualität aufgrund der das Objektiv schräg zur optischen Achse durchstrahlenden Strahlengänge
2. der so genannte Dom-Effekt, bei dem besonders bei niedrigen Vergrößerungen flache Objekte (etwa Fossilien in Schieferplatten oder Leiterplatten) aufgrund der Bildfeldwölbung und damit zusammenhängend einer starken kissenförmigen Verzeichnung stark gewölbt erschienen – dieser Fehler ist bei neueren Geräten mit teureren Plan-Objektiven weitgehend korrigiert

### Sonderformen
Zeiss Göttingen bot für Stereomikroskope vom Fernrohrtyp spezielle Doppelobjektive an, die an Stelle des gemeinsamen Hauptobjektives angebracht werden konnten. Dadurch war es möglich, die Vorteile des Greenough-Types hinsichtlich der Abbildungsqualität auch an Geräten des Fernrohrtypes zu nutzen.
Eine andere Möglichkeit, die Abbildungsqualität zumindest für die Mikrofotografie zu erhöhen, bietet eine Verschiebung des Hauptobjektives zu der Seite des Fotostrahlenganges, bis die optische Achse des Hauptobjektives mit derjenigen des Fotostrahlenganges zusammenfällt. Dadurch werden für die Bilderzeugung die Strahlen nahe der optischen Achse genutzt, wie bei einem Makroskop (siehe unten) oder wie bei den Greenough-Mikroskopen, und somit die Abbildungsfehler minimiert. Erreicht wird dies in durch eine verschiebbare Fassung, die zwischen das Hauptobjektiv und den Mikroskopkörper im parallelen Unendlichstrahlengang eingesetzt wird (zum Beispiel Wild/Leica, Askania).
Ein interessantes Sondermodell stellte die „Mikroskop-Basis Stereo“ von Zeiss Oberkochen dar. Es ist ein kleines Stereomikroskop-Stativ mit einem Optikträger, der ein Hauptobjektiv und ein Prismensystem zur räumlichen Trennung der Strahlengänge enthält. Vervollständigt wird es durch ein aufgesetztes Taschenfernglas. Zusammen ergibt dies ein kleines leichtes Stereomikroskop mit konstanter Vergrößerung (12-, 16- oder 20-fach in Abhängigkeit vom benutzten Fernglas) für Reisen und biologische sowie paläontologische Feldarbeiten.
Ein Makroskop von Leica/Wild Heerbrugg sieht äußerlich einem Stereomikroskop sehr ähnlich. Hierbei handelt es sich aber um ein spezielles Auflicht-Fotomikroskop für niedrigere Vergrößerungsbereiche. Es ist dafür konzipiert, die Bildfehler, die bei der Fotografie durch ein Stereomikroskop unvermeidlich sind, auszuschalten. Das Makroskop ist zwar mit zwei Okularen und einer Bildaufrichtung ausgestattet und entspricht hinsichtlich des Vergrößerungsbereiches einem Stereomikroskop. Es erzeugt aber kein räumliches Bild und ist daher nur für Fotografie, nicht aber für präparative Arbeiten zu gebrauchen. Diese Geräte liegen preislich gewöhnlich noch deutlich über teuren Stereomikroskopen des Fernrohrtyps.

### Beleuchtung und Zubehör
Bei der Stereomikroskopie werden die Objekte meist von oben beleuchtet, oft ist aber auch eine Durchlichtbeleuchtung im Stativfuß eingebaut oder als Zusatzeinrichtung erhältlich, etwa für die Untersuchung biologischer Objekte. Bei moderneren Durchlichteinrichtungen ist auch eine Dunkelfeldbeleuchtung möglich. Es kann dann auch mit Mischlicht von oben und unten her gearbeitet werden. Vertiefungen in Objekten (wie Bohrungen in zu untersuchenden Werkstücken) können mittels einer Koaxialbeleuchtung bei Mikroskopen des Fernrohrtypes beleuchtet werden. Für die schattenfreie Ausleuchtung stehen Ringleuchten zur Verfügung, die an dem Hauptobjektiv angeklemmt werden.
Für entwicklungsphysiologische Untersuchungen wird oft eine UV-Lichtquelle benutzt. Wahlweise kommen ein oder mehrere abgesetzte Kaltlichtleuchten (Punktstrahler)zum Einsatz.
Für die Untersuchung von großflächigen Gesteinsdünnschliffen in der Geologie gibt es aufsetzbare Polarisationsdrehtische mit Analysator und einschiebbaren Hilfsobjekten (Lambda-Plättchen). Der Analysator wird unten vor der Frontlinse des Objektives angeklemmt.
Für präparative Arbeiten in der Biologie sind viele verschiedene austauschbare Stativtypen verfügbar, beispielsweise Freiarmstative zur Untersuchung größerer Objekte.

## Hersteller
In Deutschland bzw. der Schweiz werden Stereomikroskope unter anderem von Carl Zeiss, Leica Microsystems (Vorläuferunternehmen: Leitz und Wild Heerbrugg), Askania Mikroskoptechnik Rathenow (früher im Kombinat Carl Zeiss Jena) und Kaps hergestellt. In Japan werden Stereomikroskope unter anderem von Nikon und Olympus hergestellt.